# Deconstructing Harry
Deconstructing Harry (bra: Desconstruindo Harry; prt: As Faces de Harry) é um filme estadunidense de 1997, do género comédia, escrita e dirigida por Woody Allen.

## Prêmios e indicações
| Prêmio     | Categoria               | Recipiente  | Resultado |
| ---------- | ----------------------- | ----------- | --------- |
| Oscar 1998 | Melhor roteiro original | Woody Allen | Indicado  |

## Elenco
| Ator                | Papel              |
| ------------------- | ------------------ |
| Woody Allen         | Harry Block        |
| Richard Benjamin    | Ken                |
| Kirstie Alley       | Joan               |
| Billy Crystal       | Larry/Diabo        |
| Judy Davis          | Lucy               |
| Bob Balaban         | Richard            |
| Elisabeth Shue      | Fay                |
| Tobey Maguire       | Harvey Stern       |
| Jennifer Garner     | mulher do elevador |
| Paul Giamatti       | Prof. Abbott       |
| Stanley Tucci       | Paul Epstein       |
| Julia Louis-Dreyfus | Leslie             |
| Mariel Hemingway    | Beth Kramer        |
| Robin Williams      | Mel                |
| Hazelle Goodman     | Cookie             |
| Eric Bogosian       | Burt               |
| Demi Moore          | Helen              |
| Caroline Aaron      | Doris              |
| Amy Irving          | Jane               |

## Sinopse
Harry Block (Woody Allen) é um escritor que tem um sério problema: ele sofre de graves distúrbios psicológicos relacionados a pessoas ao seu redor. Ele acaba incluindo, disfarçadamente, pequenos detalhes de sua vida pessoal em seus livros, o que lhe causa bastante confusão com as pessoas próximas. 